# Années 420
Les années 420 couvrent la période de 420 à 429.

## Événements
- 420 : en Chine, Liu Yu fonde la dynastie Song du Sud[1].
- 420-438 : règne de Vahram V, roi sassanide de Perse[2]. Il succède à son frère Shāpur, assassiné, puis après avoir éliminé l'usurpateur Khosro, il poursuit la persécution des chrétiens et déclare la guerre à Rome en 420 mais est battu. La paix signée pour cent ans en 422 garantit la tolérance religieuse dans les deux empires[3].
- 422 : les Huns atteignent le Danube[4].
- 424-452 : règne du roi tabghatch Tuoba Tao ; il repousse les Ruanruan au Nord et lutte contre les Song du Sud. La dynastie Wei du Nord impose son autorité sur toute la Chine du Nord[1].
- 423-425 : usurpation de Jean en Occident appuyée par Aetius[5].
- 424-425 : soumission des Gépides par les Huns[4].

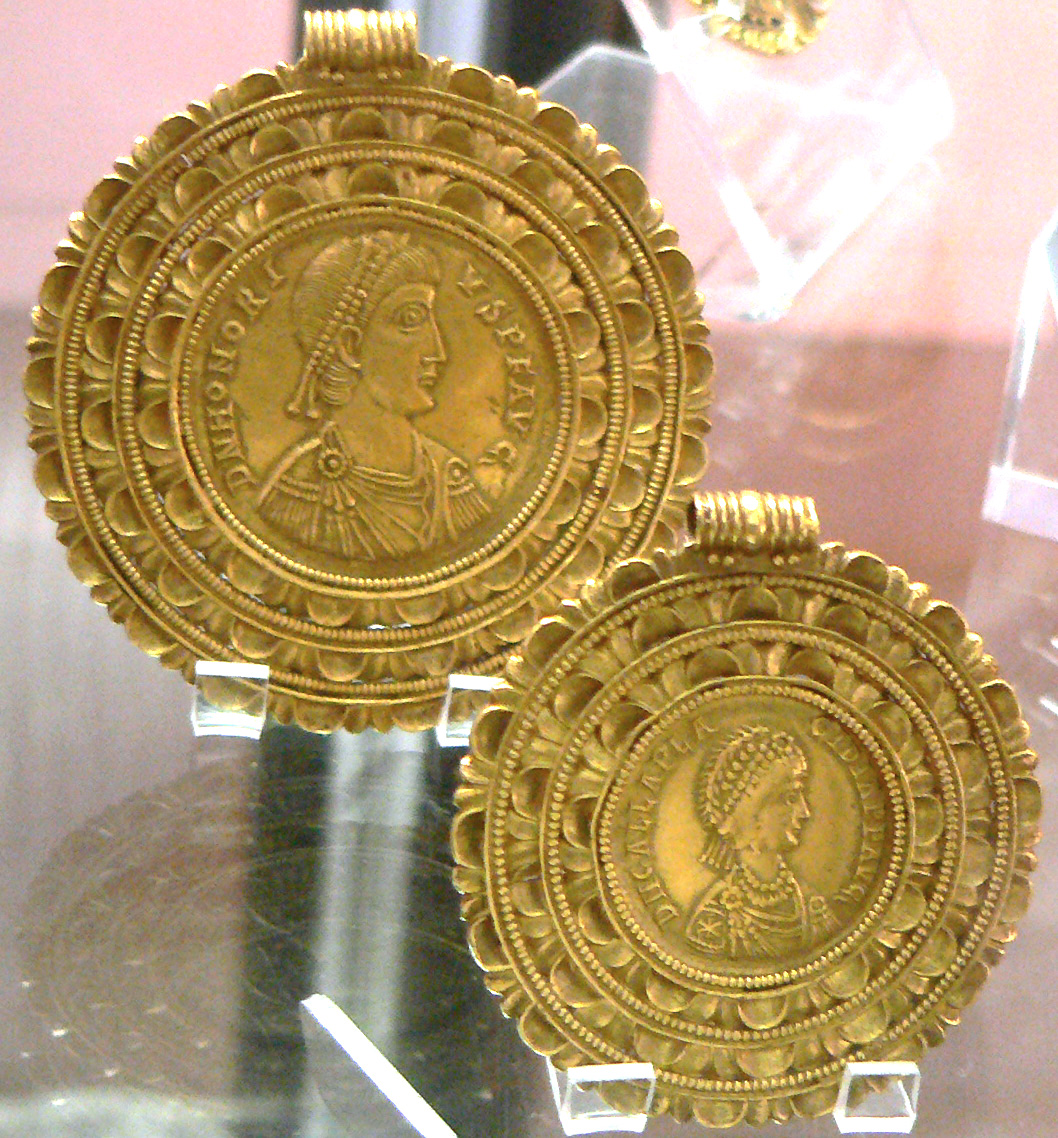
Médaillons d'Honorius et de Galla Placidia. Trésor de Velp (Pays-Bas), frappé à Ravenne en 425.

- 425-455 : règne de Valentinien III, empereur d'Occident et régence de Galla Placidia[5].
- 425-428 : succès d’Aetius et de ses auxiliaires Huns sur les Wisigoths, les Francs et les Burgondes en Gaule[6].
- 425 : les Vandales, maîtres de l’Espagne méridionale (Andalousie), s'emparent de Carthagène et de Séville, puis des Baléares[7].
- 426 - 427 : deuxième Règle des Pères au monastère de Lérins[8].
- 427 : les Huns Hephtalites envahissent la Perse et sont repoussés[9].
- 427-428 : révolte du comte Boniface en Afrique romaine[7].
- 429 : les Vandales de Genséric passent en Afrique[7].

## Personnages significatifs
- Aetius
- Aspar
- Augustin d'Hippone
- Constance III
- Célestin Ier
- Galla Placidia
- Jean (usurpateur)
- Loup de Troyes
- Nintoku
- Nestorius
- Ruga
- Théodose II
- Vahram V
- Valentinien III